# Kinbergonuphis pigmentata
Kinbergonuphis pigmentata är en ringmaskart som först beskrevs av Fauchald 1968.  Kinbergonuphis pigmentata ingår i släktet Kinbergonuphis och familjen Onuphidae. Inga underarter finns listade i Catalogue of Life.